# Koreh Pā
Koreh Pā (persiska: کره پا) är en ort i Iran.   Den ligger i provinsen Khuzestan, i den centrala delen av landet, 600 km söder om huvudstaden Teheran. Koreh Pā ligger 11 meter över havet och antalet invånare är 227.
Terrängen runt Koreh Pā är mycket platt. Runt Koreh Pā är det ganska tätbefolkat, med 62 invånare per kvadratkilometer. Närmaste större samhälle är Hendījān, 11,4 km söder om Koreh Pā. Trakten runt Koreh Pā är ofruktbar med lite eller ingen växtlighet.